# Liga Mistrzów w piłce siatkowej (2017/2018) – kwalifikacje
Liga Mistrzów (2017/2018) – kwalifikacje (oficjalna nazwa: 2018 CEV DenizBank Volleyball Champions League) – 20 drużyn walczy w 2 rundach, aby uzyskać awans do fazy grupowej.

## System rozgrywek
Kwalifikacje Ligi Mistrzów w sezonie 2017/2018 składa się z dwóch rund: kwalifikacji play-off
- Faza kwalifikacyjna play-off: 20 drużyn podzielono w pierwszych dwóch rundach toczonych w parach systemu pucharowym. W poszczególnych parach każda drużyna rozgrywała mecz i rewanż. Zwycięzcy awansują do poszczególnych grup. Przegrane drużyny z I rundy są relegowane do 1/32 finału oraz z II rundy do 1/16 finału Pucharu CEV.

## Drużyny uczestniczące

### Podział miejsc w rozgrywkach
W sezonie 2017/2018 kwalifikacji Ligi Mistrzów wzięło udział 20 zespołów z 20 federacji siatkarskich zrzeszonych w CEV. Liczba drużyn uczestniczących w Lidze Mistrzów ustalona została na podstawie rankingu CEV dla europejskich rozgrywek klubowych.
- SK Posojilnica Aich/Dob (L2)
- Noliko Maaseik (L2)
- Szachcior Soligorsk (L1)
- OK Mladost Brčko (L1)
- Łukoil Neftochimik Burgas (L1)
- Omonia Nikozja (L1)
- Jedinstvo Bemax Bijelo Polje (L1)
- VK Jihostroj České Budějovice (L1)
- Vammalan Lentopallo (L1)
- Spacer’s de Toulouse (L2)
- Abiant Lycurgus Groningen (L1)
- Maccabi Tel Awiw (L1)
- KV Luboteni (L1)
- VfB Friedrichshafen (L2)
- Jastrzębski Węgiel (L3)
- Lokomotiw Nowosybirsk (L3)
- Vojvodina Nowy Sad (L1)
- ACH Volley Lublana (L1)
- Fenerbahçe (L3)
- Sir Sicoma Colussi Perugia (L3)

## Rozgrywki

### I runda
awans do następnej rundy
| Data       | Godz. | Drużyna 1        | Wynik | Drużyna 2                    | 1     | 2     | 3     | 4     | 5     | Widzów | * |
| ---------- | ----- | ---------------- | ----- | ---------------------------- | ----- | ----- | ----- | ----- | ----- | ------ | - |
| 18.10.2017 | 19:30 | OK Mladost Brčko | 0:3   | ACH Volley Lublana           | 19:25 | 17:25 | 19:25 |       |       | 550    |   |
| 22.10.2017 | 17:00 | OK Mladost Brčko | 0:3   | ACH Volley Lublana           | 21:25 | 19:25 | 15:25 |       |       | 258    |   |
| 18.10.2017 | 18:45 | Omonia Nikozja   | 3:0   | Jedinstvo Bemax Bijelo Polje | 25:22 | 25:16 | 25:15 |       |       | 1200   |   |
| 22.10.2017 | 20:00 | Omonia Nikozja   | 3:2   | Jedinstvo Bemax Bijelo Polje | 26:24 | 14:25 | 25:18 | 26:28 | 15:9  | 1050   |   |
| 18.10.2017 | 19:00 | Maccabi Tel Awiw | 3:2   | Szachcior Soligorsk          | 25:22 | 25:20 | 21:25 | 15:25 | 16:14 | 200    |   |
| 22.10.2017 | 18:00 | Maccabi Tel Awiw | 0:3   | Szachcior Soligorsk          | 23:25 | 29:31 | 24:26 |       |       | 1800   |   |
| 18.10.2017 | 17:00 | KV Luboteni      | 0:3   | Abiant Lycurgus Groningen    | 16:25 | 19:25 | 13:25 |       |       | 250    |   |
| 26.10.2017 | 19:00 | KV Luboteni      | 0:3   | Abiant Lycurgus Groningen    | 20:25 | 16:25 | 14:25 |       |       | 2800   |   |

### II runda
awans do fazy grupowej
| Data               | Godz. | Drużyna 1                 | Wynik | Drużyna 2                     | 1     | 2     | 3     | 4     | 5 | Widzów | * |
| ------------------ | ----- | ------------------------- | ----- | ----------------------------- | ----- | ----- | ----- | ----- | - | ------ | - |
| 08.11.2017         | 18:00 | ACH Volley Lublana        | 0:3   | Lokomotiw Nowosybirsk         | 26:28 | 22:25 | 19:25 |       |   | 850    |   |
| 12.11.2017         | 17:30 | ACH Volley Lublana        | 0:3   | Lokomotiw Nowosybirsk         | 20:25 | 22:25 | 18:25 |       |   | 2000   |   |
| 08.11.2017         | 19:00 | Szachcior Soligorsk       | 1:3   | Sir Sicoma Colussi Perugia    | 25:23 | 20:25 | 17:25 | 16:25 |   | 2400   |   |
| 12.11.2017         | 18:00 | Szachcior Soligorsk       | 0:3   | Sir Sicoma Colussi Perugia    | 15:25 | 16:25 | 19:25 |       |   | 3175   |   |
| 08.11.2017         | 20:20 | SK Posojilnica Aich/Dob   | 0:3   | Fenerbahçe                    | 17:25 | 22:25 | 22:25 |       |   | 1260   |   |
| 12.11.2017         | 17:00 | SK Posojilnica Aich/Dob   | 0:3   | Fenerbahçe                    | 22:25 | 16:25 | 24:26 |       |   | 650    |   |
| 08.11.2017         | 20:00 | Omonia Nikozja            | 0:3   | Jastrzębski Węgiel            | 26:28 | 13:25 | 16:25 |       |   | 1254   |   |
| 12.11.2017         | 17:30 | Omonia Nikozja            | 0:3   | Jastrzębski Węgiel            | 17:25 | 19:25 | 16:25 |       |   | 2047   |   |
| 08.11.2017         | 20:00 | Vojvodina Nowy Sad        | 3:0   | Spacer’s de Toulouse          | 25:22 | 25:23 | 25:21 |       |   | 2000   |   |
| 12.11.2017         | 20:00 | Vojvodina Nowy Sad        | 1:31  | Spacer’s de Toulouse          | 25:20 | 22:25 | 19:25 | 23:25 |   | 1200   |   |
| 08.11.2017         | 19:00 | Abiant Lycurgus Groningen | 1:3   | Noliko Maaseik                | 19:25 | 25:22 | 17:25 | 22:25 |   | 1200   |   |
| 12.11.2017         | 15:00 | Abiant Lycurgus Groningen | 0:3   | Noliko Maaseik                | 21:25 | 17:25 | 23:25 |       |   | 1400   |   |
| 08.11.2017         | 19:00 | Łukoil Neftochimik Burgas | 1:3   | VfB Friedrichshafen           | 19:25 | 19:25 | 28:26 | 18:25 |   | 1200   |   |
| 12.11.2017         | 16:00 | Łukoil Neftochimik Burgas | 0:3   | VfB Friedrichshafen           | 12:25 | 21:25 | 20:25 |       |   | 1541   |   |
| 08.11.2017         | 18:30 | Vammalan Lentopallo       | 3:0   | VK Jihostroj České Budějovice | 25:20 | 25:22 | 25:15 |       |   | 1383   |   |
| 12.11.2017         | 18:00 | Vammalan Lentopallo       | 1:32  | VK Jihostroj České Budějovice | 21:25 | 17:25 | 25:18 | 20:25 |   | 1500   |   |
| 1 złoty set: 10:15 |       |                           |       |                               |       |       |       |       |   |        |   |
| 2 złoty set: 15:12 |       |                           |       |                               |       |       |       |       |   |        |   |

## Drużyny zakwalifikowane
| Grupa A                               | Grupa B                                 | Grupa C               | Grupa D                                 | Grupa E        |
| ------------------------------------- | --------------------------------------- | --------------------- | --------------------------------------- | -------------- |
| Sir Sicoma Colussi Perugia Fenerbahçe | VfB Friedrichshafen Vammalan Lentopallo | Lokomotiw Nowosybirsk | Jastrzębski Węgiel Spacer’s de Toulouse | Noliko Maaseik |